# GAZ-51
Der GAZ-51 (russisch ГАЗ-51) ist ein leichter Lastkraftwagen des sowjetischen Fahrzeugherstellers Gorkowski Awtomobilny Sawod. Das Fahrzeug wurde vor dem Zweiten Weltkrieg konzipiert und zusammen mit der Allradversion GAZ-63 nach dem Kriegsende in Großserie produziert. Unter der Bezeichnung GAZ-93 wurde auf der Basis des GAZ-51 ein Kipper hergestellt.

## Fahrzeuggeschichte

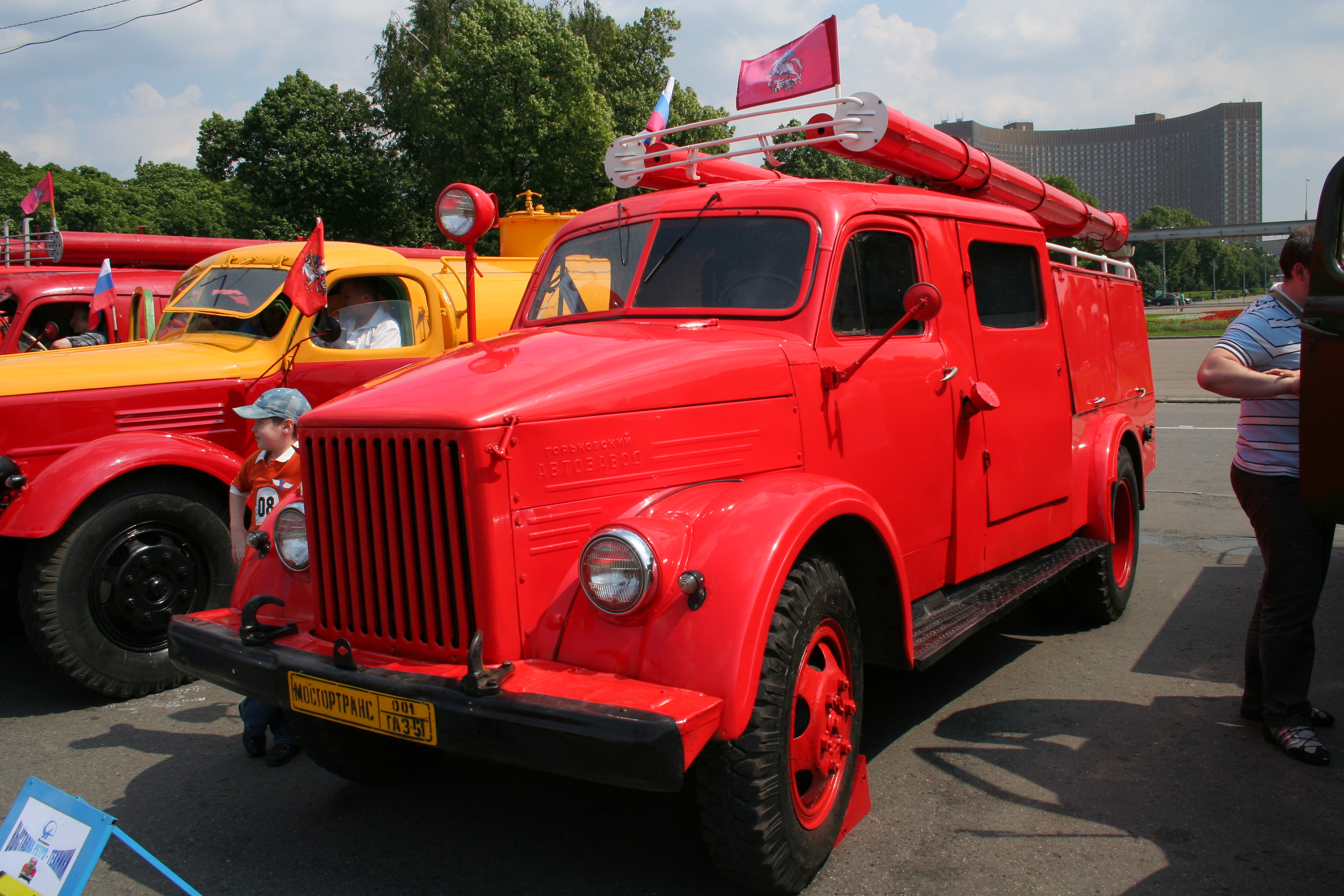
Auf dem GAZ-51 basierendes Feuerlöschfahrzeug (2010)

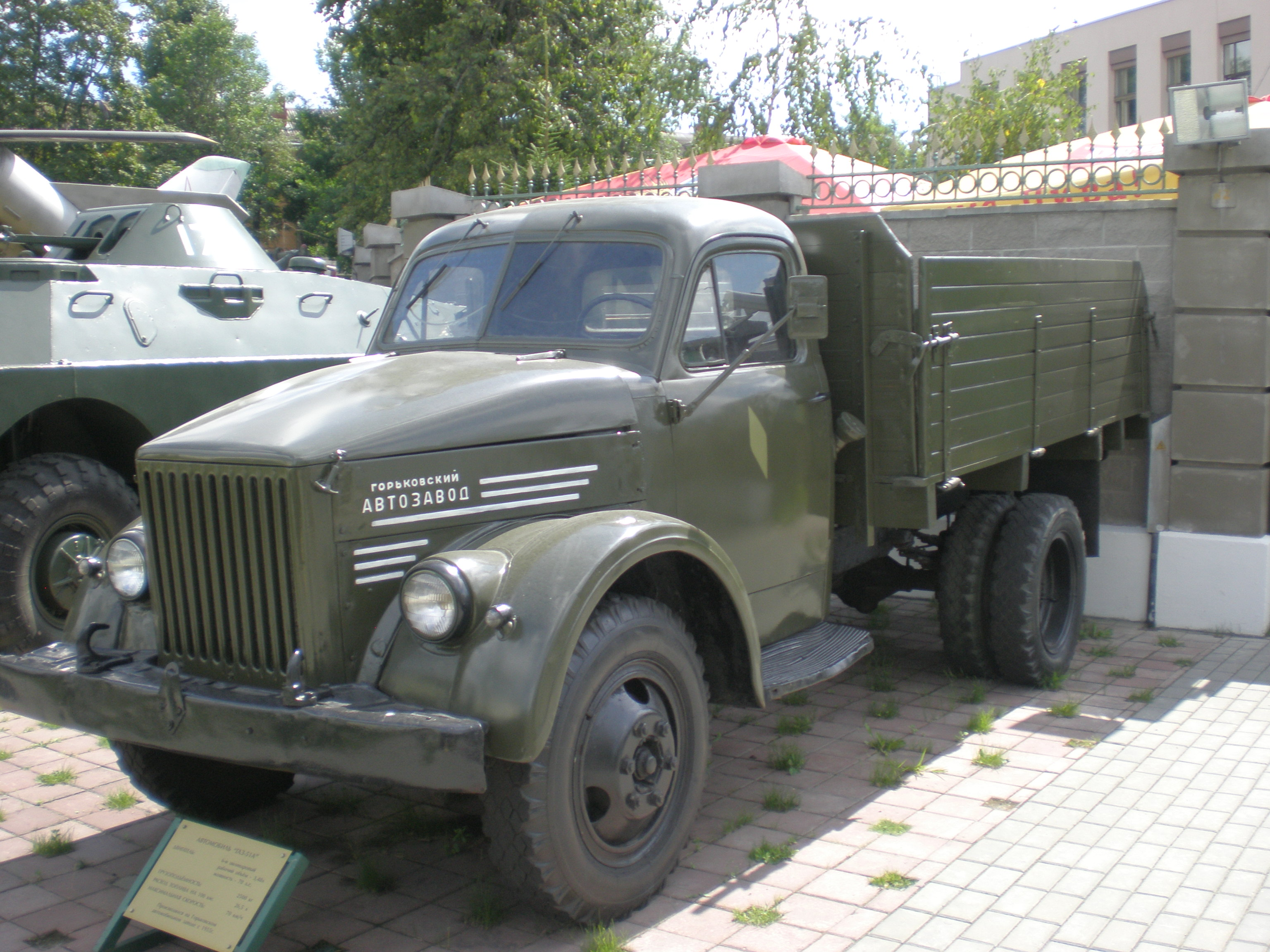
Restaurierter GAZ-51 in einem Militärmuseum in Belarus (2008)

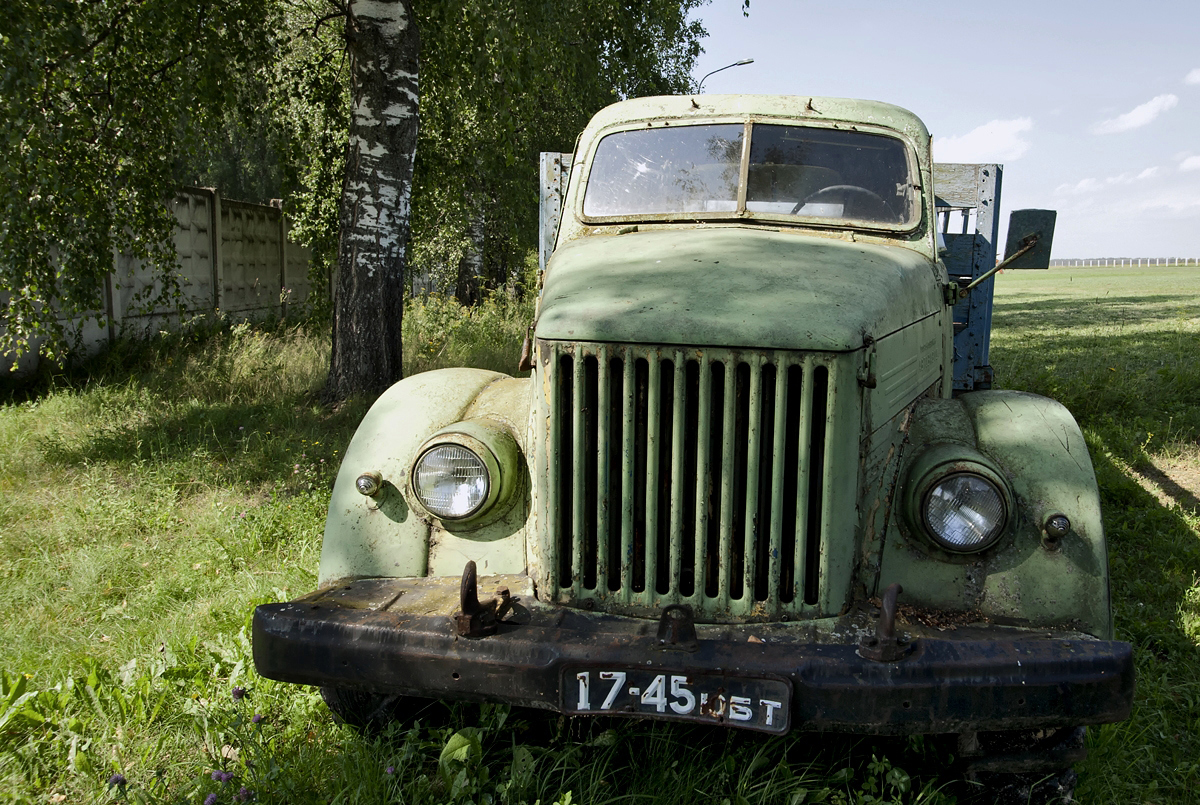
Frontansicht eines GAZ-51A (2012)

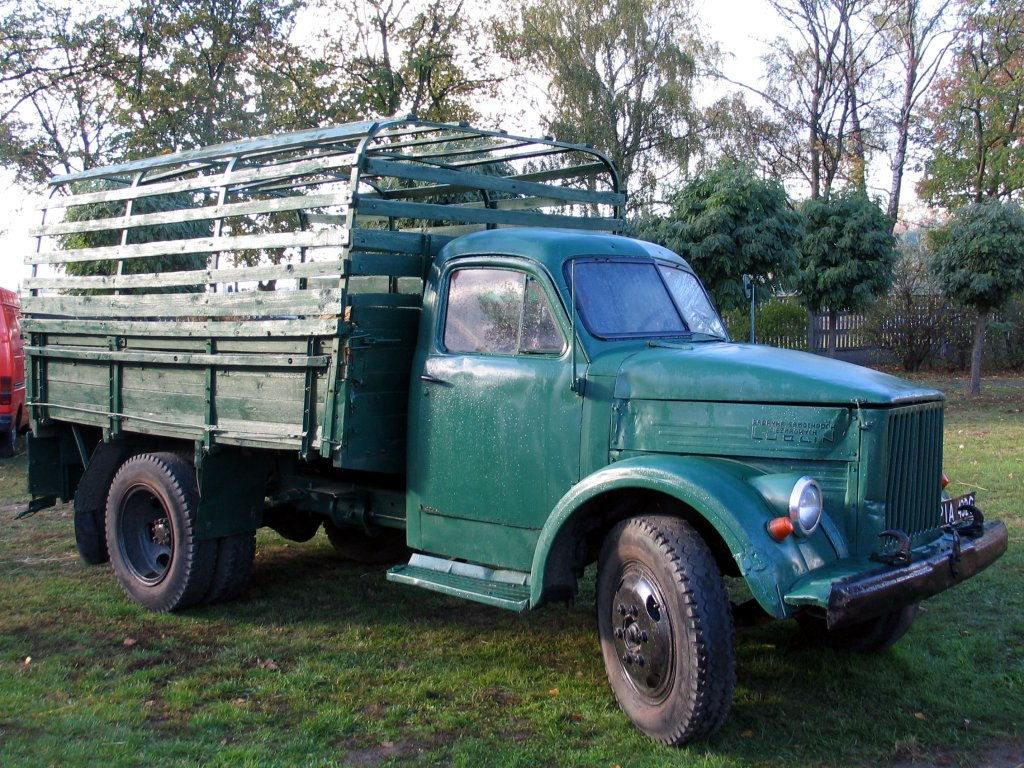
Lublin-51, die polnische Lizenzversion des GAZ-51 (2004)

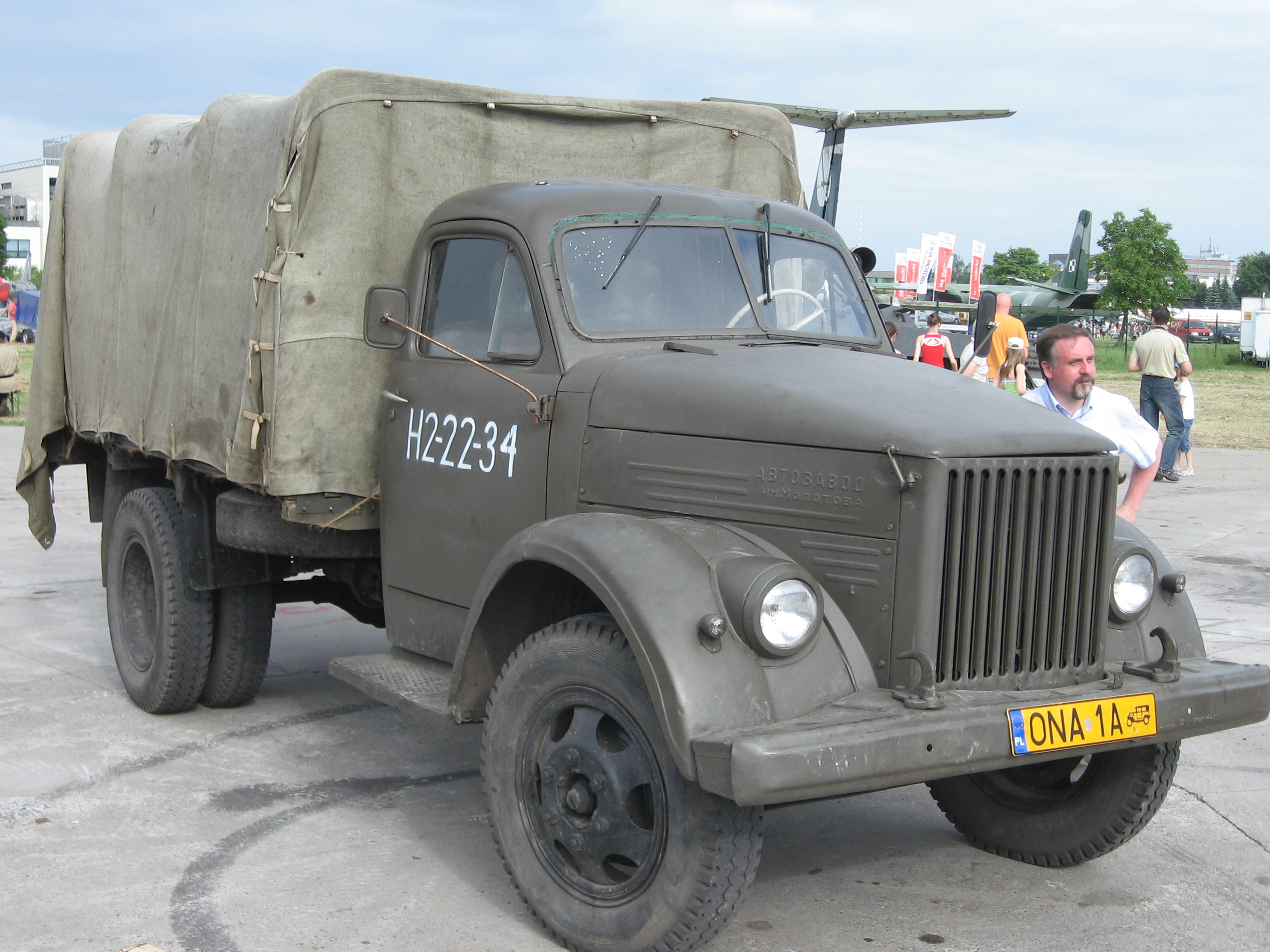
GAZ-51 in Krakau (2010)

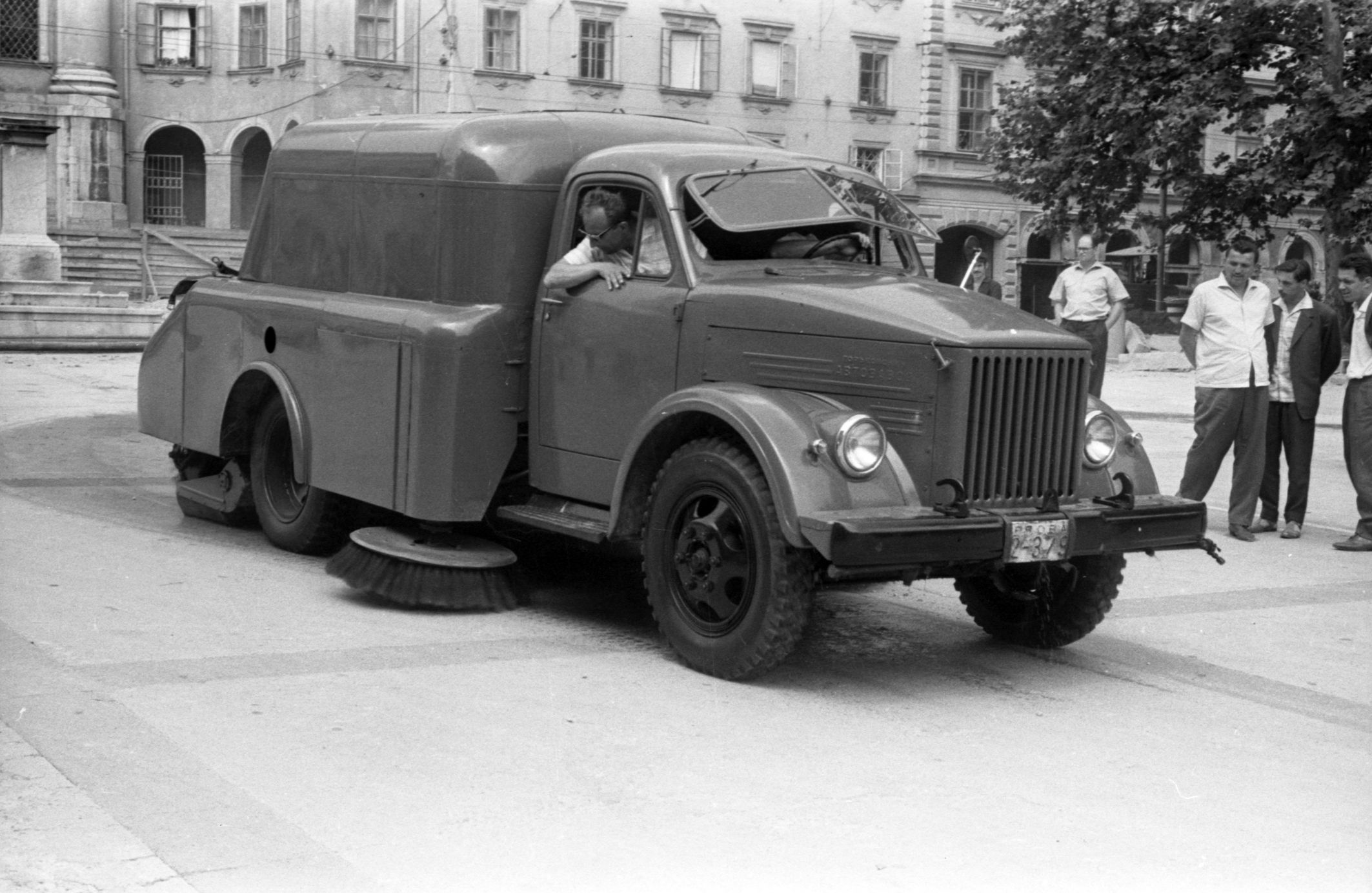
Kehrmaschine auf Basis des GAZ-51 (1963)

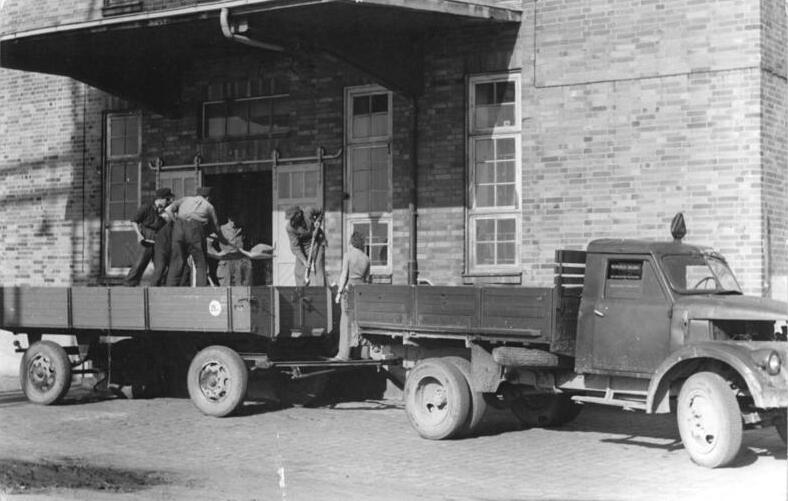
Ein GAZ-51 der ersten Jahre in Rostock (1953). Gut zu erkennen ist die abweichende Form der Seitenfenster.

Die Ideen zur Entwicklung des GAZ-51 reichen zurück bis Mitte der 1930er-Jahre. Der GAZ-AA erwies sich auch für sowjetische Verhältnisse zunehmend als veraltet. Das amerikanische Vorbild, der Ford-AA, war bereits 1931 aus der Produktion genommen worden. Entsprechend wurde ab Februar 1937 der GAZ-11-51 entworfen, ein leichter Lastwagen mit stärkerem Motor und völlig überarbeitetem Fahrerhaus. Letzteres glich optisch dem des später produzierten UralZIS-355M.
Der verbaute Sechszylinder-Ottomotor war eine Kopie eines Dodge-Fabrikats. Bereits 1936 hatte die Sowjetunion eine größere Menge dieser Motoren gekauft, um sie nachzubauen. Die Produktion begann bei GAZ 1937 unter dem Namen GAZ-11. Verbaut wurde er vor dem Krieg zunächst nur in Personenwagen, zum Beispiel im GAZ-11-73 und im GAZ-61. Erst nach dem Krieg kam er auch – wie eigentlich geplant – in Serienlastwagen zum Einsatz.
Bis 1939 waren zwei Prototypen des GAZ-11-51 fertiggestellt. Kriegsbedingt wurden die Arbeiten an dem Projekt unterbrochen und erst 1943 wieder aufgenommen. Weitere Prototypen wurden gebaut, in die unter anderem Erfahrungen mit Importlastwagen wie dem Studebaker US6 einflossen. Im Juni 1945 eine Vorserienproduktion aufgenommen. Am 19. Juli 1945 erfolgte eine Präsentation im Moskauer Kreml, woraufhin die Großserienproduktion genehmigt wurde. Diese begann am 6. Januar 1946. Modelle aus diesem frühen Stadium sind daran zu erkennen, dass die Seitenfenster noch nicht die später typisch rundliche Oberkante aufweisen.
Ab 1955 wurde die modernisierte Version GAZ-51A gefertigt. Im Sommer 1957 wurde der Name Molotows aus der Werksbezeichnung getilgt, was sich daran bemerkbar machte, dass auf den Kotflügeln nun „Gorkowski Awtosawod“ (Горьковский автозавод) anstelle von „Awtosawod imeni Molotowa“ (Автозавод имени Молотова) eingeschlagen wurde. 1958 erreichte die Jahresproduktion mit 173.000 Stück ihren Höchststand. 1961 lief die Produktion des Nachfolgers GAZ-53 an und ein paar Jahre später gab es den GAZ-52. Trotzdem wurde der GAZ-51 bis zum 2. April 1975 und einige Spezialversionen wie der Kipper GAZ-93 bis 1976 weitergebaut. Insgesamt liefen in fast 30 Jahren 3.481.033 Lastwagen des Typs GAZ-51 vom Fließband.
Wie in viele Länder des ehemaligen Ostblocks kam der GAZ-51 auch in die DDR. Dort wurde er zivil, aber auch von der Kasernierten Volkspolizei (KVP) genutzt. Deren Bestände übernahm später die NVA.
Während des Ukrainekrieges wurde der GAZ-51 noch 2022 auf russischer Seite eingesetzt, wobei ein Exemplar von ukrainischen Truppen erbeutet wurde.

## Modellversionen
Auf Basis des GAZ-51 entstanden im Laufe von fast 30 Jahren Produktionszeit unzählige Abwandlungen und Spezialfahrzeuge. Die folgende Auflistung ist deshalb nicht vollständig und soll lediglich einen Überblick geben.
- GAZ-11-51 – Prototyp von 1939 mit komplett anderem Fahrerhaus
- GAZ-51 – Grundversion, von 1946 bis 1955 in Serie produziert
- GAZ-51A – Grundversion, gebaut von 1955 bis 1975
- GAZ-51F – Prototyp mit optimiertem Motor von 1961, keine Serienfertigung
- GAZ-51K – Krankenwagen auf dem Fahrgestell des GAZ-51
- GAZ-51L – Modell mit verstärktem Rahmen und einer Zuladung von drei Tonnen, gebaut von 1953 bis 1975
- GAZ-51M – Fahrgestell für Feuerwehrautos des Typs PMG-12. Gebaut von 1949 bis 1953.
- GAZ-51P – Sattelzugmaschine, 1956 bis 1975 auf Basis des GAZ-51A hergestellt
- GAZ-51R – Gütertaxi, das ebenfalls zum Personentransport geeignet war. Die Produktion erfolgte von 1956 bis 1975.
- GAZ-51Sch – Modell mit Umrüstung auf den Betrieb mit Erdgas, ab 1950 in Serie gebaut.
- GAZ-51 Halbkettenfahrzeug – Prototyp, gebaut wurden 1953 und 1954 zwei Stück
- GAZ-93 – In Großserie gebauter Kipper auf Basis des GAZ-51, mehrere Versionen wurden von 1948 bis 1976 hergestellt. Über 300.000 Stück wurden gebaut.
- GZA-651 – Bus auf dem Fahrgestell des GAZ-51. Über die Zeit hinweg gab es verschiedenste Abwandlungen von unterschiedlichen Herstellern. Auch der PAZ-652 und der RAF-251 nutzen das Fahrgestell des Lastwagens.
- K-2.5-1E – Mobilkran, gebaut von 1950 bis 1963.
- KI-51 – 1955 bis 1958 gebauter Kühltransporter auf Basis des GAZ-51
- AZU-20 (51) 60А – Feuerwehrfahrzeug, gebaut von 1959 bis 1975. Noch etwa 10 bis 15 weitere Feuerwehrfahrzeuge wie Drehleitern oder Tanklöschwagen wurden auf Basis des GAZ-51 hergestellt.
- AKS 51-22 „Aremkuz“ – In Moskau von 1950 bis 1962 hergestellter Bus, ähnelt dem GZA-651 stark.
- Progress-8 – Speziell für die Sowjetarmee wurde dieser Bus in einem Reparaturwerk auf Basis von GAZ-51-Fahrgestellen produziert.
- AZPT-1,8 – Tankwagen für Milch mit 1800 Liter Fassungsvermögen
- MPR-812D – Werkstattwagen
- S-4M – Schneelader. Es wurde nur das Fahrgestell und ein Teil der Technik verwendet, der Aufbau komplett umgestaltet.[8] Fahrzeuge dieses Typs waren mindestens ab 1975 im Einsatz, es gab noch diverse weitere Versionen.[9] Zweck der Maschine ist es, Schnee automatisch aufzunehmen und über ein Förderband auf Lastwagen zu laden. Das Panzerdenkmal Kleinmachnow zeigt heute einen S-4M, möglicherweise das einzige Exemplar in Deutschland.

Neben den gelisteten Versionen wurde der GAZ-51 in einigen Staaten in Lizenz gebaut. In Polen entstand in der Fabryka Samochodów Ciężarowych der Lublin-51. Er wurde ab 1948 versuchsweise und ab 1952 in Serie produziert, bis Juli 1959 entstanden je nach Quelle 17.497 bis 17.840 Einheiten. In China wurde ab 1958 sowohl der GAZ-51A als auch der GAZ-63 in Lizenz gebaut, Hersteller war dort die spätere Nanjing Automobile Group. Das Modell erhielt den Namen Yuejing NJ-130.
Auch in Nordkorea entstand mit dem Sungri-58 eine Lizenzversion, die von 1958 ab in der Sungri-Motorenfabrik hergestellt wurde. Mit einigen Änderungen geschah dies bis in die 1990er-Jahre, auch der GAZ-63 wurde dort nachgebaut.

## Technische Daten
Für das Grundmodell GAZ-51A, Stand 1965.
- Motor: wassergekühlter Reihensechszylinder-Viertakt-Ottomotor
- Motortyp: „GAZ-11“
- Leistung: 70 PS (51 kW) bei 2800 min−1
- Hubraum: 3480 cm³
- Bohrung: 82,0 mm
- Hub: 110,0 mm
- maximales Drehmoment: 201 Nm (20,5 kgm)
- Verdichtung: 6,2:1
- Gemischaufbereitung: Vergaser, Typ K-22G
- Ventilsteuerung:  stehende Ventile
- Zündfolge: 1–5–3–6–2–4
- Anlasser: ST8, 1,3 PS (950 W) Leistung
- Lichtmaschine: Gleichstromlichtmaschine Typ G108-G, 250 W Leistung
- Bordspannung: 12 V
- Batterien: 2× 6 V in Reihe, Typ 3-ST-70
- Kupplung: Einscheiben-Trockenkupplung
- Getriebe: Viergang-Handschaltgetriebe mit Rückwärtsgang
- Höchstgeschwindigkeit: 70 km/h
- Treibstoffverbrauch: 20 l/100 km bei 30–40 km/h auf ebener, befestigter Straße im Sommer mit 2,5 t Zuladung (Einstellwert)
- Tankinhalt: 90 l Benzin
- Bremse: hydraulisch betätigte Trommelbremsen vorne und hinten
- Antriebsformel: 4×2 (Hinterradantrieb)

Abmessungen und Gewichte
- Länge: 5725 mm
- Breite: 2280 mm
- Höhe: 2130 mm über Kabine
- Radstand: 3300 mm
- Spurweite vorne: 1589 mm
- Spurweite hinten: 1650 mm (Doppelbereifung)
- minimale Bodenfreiheit: 245 mm
- Wendekreis: 15,2 m Durchmesser, gemessen am Vorderrad
- Pritsche: aus Holz, Innenmaße 3070 × 2070 × 610 mm (L × B × H)
- Leergewicht: 2710 kg
- Zuladung: 2500 kg auf befestigten, 2000 kg auf unbefestigten Straßen
- zulässiges Gesamtgewicht: 5350 kg
- zulässige Anhängelast: 3500 kg
- Reifengröße: 7,50-20″